# Christel Tholse Willers
Christel Maria Tholse Willers, född 5 april 1971 i Malmö Sankt Pauli församling, Malmöhus län, är en svensk TV-chef.
Christel Tholse Willers växte upp i Malmö. Hon utbildade sig till jurist på Lunds universitet. Hon arbetade på Sveriges Television från 2001 med program som Allsång på Skansen, Wild Kids, Videokväll hos Luuk och Lilla Melodifestivalen. Hon var även projektledare vid Melodifestivalen 2002–2008.
Hon tillträdde som chef för SVT Malmö i augusti 2008.  Hon arbetade med Eurovision Song Contest 2013 i Malmö. 
Mellan 2015 och 2017 var Tholse Willers vd för Utbildningsradion; hon avgick med omedelbar verkan i november 2017, bland annat efter kritik mot en omorganisation som fått stor uppmärksamhet.